# 蒂雷格峰
46°22′23.3″N 7°51′33.9″E / 46.373139°N 7.859417°E
蒂雷格峰（德語：Tieregghorn）是瑞士瓦萊州的山峰，位於該國南部，屬於伯尔尼山的一部分，海拔高度3,075米，每年平均降雨量1,585毫米。

## 外部連結
- Tieregghorn on Hikr （页面存档备份，存于）